# ميسوصور
الميسوصور هو حيوان زاحف ومستحاثة لا توجد إلا في أمريكا الجنوبية وأفريقيا.

## نظرية علمية
اكتشف العالم ألفريد ويجنر هذه المستحاثة كدليل وإثبات وبرهان استحاثي من أجل نظرية تكتونية الصفائح وهذا البرهان الاستحاثي هو برهان يشتمل على تطابق المستحاثات الحيوانية أو النباتية في أماكن بعيدة جدا

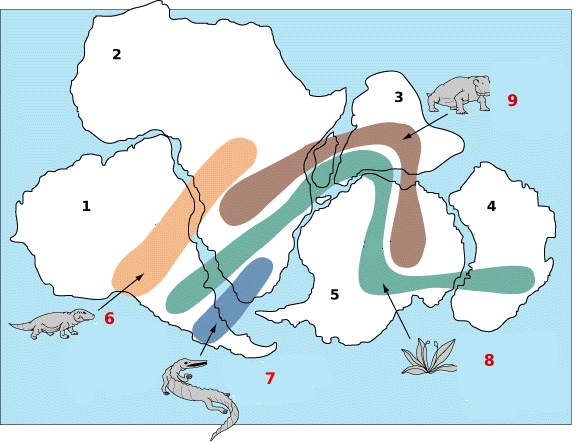
توزيع بعض الأجناس خلال العصر البرمي والثلاثي:

- 1-أمريكا الجنوبية
- 2-أفريقيا
- 3-الهند
- 4-أستراليا
- 5-القطب الجنوبي
- 6-كلبيات الفك (زواحف الثلاثي).
- 7-الميسوصورات (زواحف البرمي).
- 8-السراخس اللسانية (سرخسيات البرمي).
- 9-سحليات المجرفة (زواحف الثلاثي).